# Joaquín Reyes
 (juillet 2023).
Si vous disposez d'ouvrages ou d'articles de référence ou si vous connaissez des sites web de qualité traitant du thème abordé ici, merci de compléter l'article en donnant les références utiles à sa vérifiabilité et en les liant à la section « Notes et références ».
Joaquín Reyes Cano (né à Albacete le 16 août 1974) est un acteur, dessinateur et humoriste espagnol.

## Biographie
Il réalise actuellement le programme Muchachada Nui (avant, La Hora Chanante) de la chaîne La 2 (TVE), travaille dans les programmes Fibrilando et Caméra Café (en) (Telecinco) et collabore avec le programme radiophonique No Somos Nadie (M80).
Joaquín étudie les beaux-arts à l'université de Castille-La Manche et travaille plus tard comme illustrateur pour des publications comme El barco de vapor ou Zumo de lluvia, de Teresa Broseta.
En 2002, il se joint à Ernesto Sevilla, Pablo Chiapella et Raúl Cimas, le « Trío de Albacete » (tous les quatre venaient de la province d'Albacete) pour le programme de Paramount Comedy, La Hora Chanante.

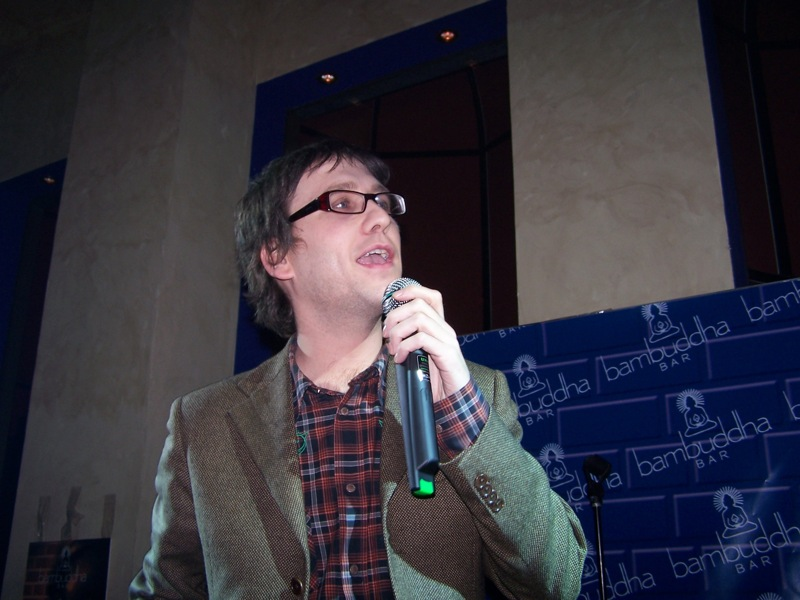
Reyes durante, 2006.

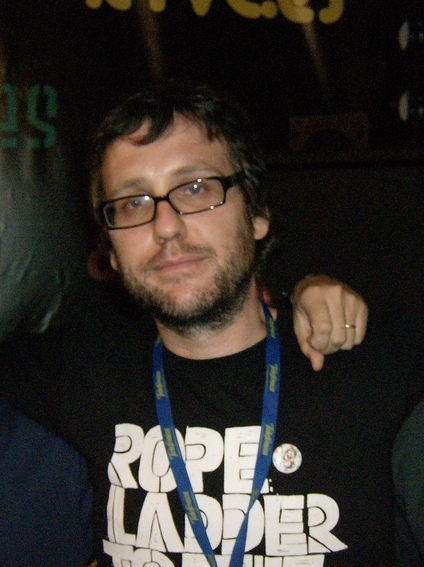
Joaquín Reyes, 2008.

## Participations en tant qu'acteur

### Au cinéma
- La Crisis Carnívora, 2006
- La Gran Revelación, 2004
- Spanish Movie, 2009

### À la télévision
- Muchachada Nui (2007-), La 2
- Caméra Café (en) (2005-2009), Richard, Telecinco
- La Hora Chanante (2002-2006), Paramount Comedy
- A Pelo (2006-2007), La Sexta
- Nuevos Cómicos (2001), Paramount Comedy
- ¡Salvemos Eurovisión! (2008), La 1
- Planeta Finito en Escocia (2007), La Sexta
- Lo + Plus (2004-2005), Roberto Picazo, Canal+
- Smonka! (2005), Onofre, Paramount Comedy
- Noche sin tregua (2004-2006), Roberto Picazo, Paramount Comedy
- Miradas 2 (2007), TVE
- Cámara Abierta 2.0 (2007), TVE
- Informe Semanal (2007), TVE
- Silenci? (2006), TV3

### À la radio
- No somos nadie, M80 Radio

## Travail en tant qu'illustrateur
- Colección El barco de vapor
  - El club de los coleccionistas de noticias
- Zumo de lluvia de Teresa Broseta
- Colección Grupo SM
  - Latín. Diccionario didáctico
  - Valencià 3º E.P. Nou Projecte Terra.
- Editorial Cruïlla
  - Ortografía castellana elemental
- El País
  - Habitual en los suplementos de verano de 2007-2008.